# Фата (Арђеш)
Фата (рум. Fata) насеље је у Румунији у округу Арђеш у општини Ведеа. Oпштина се налази на надморској висини од 371 m.

## Становништво
Према подацима из 2002. године у насељу је живело 310 становника, од којих су сви румунске националности.